# Nupserha elongatissima
Nupserha elongatissima là một loài bọ cánh cứng trong họ Cerambycidae.